# 285
285（二百八十五、にひゃくはちじゅうご）は自然数、また整数において、284の次で286の前の数である。

## 性質
- 285は合成数であり、約数は1, 3, 5, 15, 19, 57, 95, 285 である。
  - 約数の和は480。
- 285 = 12 + 22 + 32 + 42 + 52 + 62 + 72 + 82 + 92
  - 9番目の四角錐数である。1つ前は204、次は385。
- 30番目の楔数である。1つ前は282、次は286。
  - 楔数がハーシャッド数になる12番目の数である。1つ前は266、次は322。
- 82番目のハーシャッド数である。1つ前は280、次は288。
  - 15を基としたとき2番目のハーシャッド数である。1つ前は195、次は375。
- 各位の和が15となる14番目の数である。1つ前は276、次は294。
- 285 = 22 + 52 + 162 = 42 + 102 + 132 = 52 + 82 + 142 = 82 + 102 + 112
  - 3つの平方数の和4通りで表せる20番目の数である。1つ前は278、次は290。(オンライン整数列大辞典の数列 A025324)
  - 異なる3つの平方数の和4通りで表せる10番目の数である。1つ前は281、次は290。(オンライン整数列大辞典の数列 A025342)
- 285 = 23 + 33 + 53 + 53
  - 4つの正の数の立方数の和で表せる65番目の数である。1つ前は282、次は289。(オンライン整数列大辞典の数列 A003327)
- 285 = 172 − 4
  - n = 17 のときの n2 − 4 の値とみたとき1つ前は252、次は320。(オンライン整数列大辞典の数列 A028347)

## その他 285 に関連すること
- 285系電車は、JR西日本とJR東海が共同開発した寝台電車。
- 「新幹線「のぞみ」」の東海道新幹線区間（東京駅 - 新大阪駅間）の最高速度が285km/hである。
- スカパー!のCh285は、スカイ・Asports＋。
- ケース (USS Case, DD-285) は、アメリカ海軍の駆逐艦。
- バラオ (USS Balao, SS/AGSS-285) は、アメリカ海軍の潜水艦。